# Perifetes
En la mitología griega Perifetes o Peripetes (en griego Περιφήτης, Periphétes), también llamado Corinetes (Κορυνήτης, Korynétes), era un hijo de Poseidón que fue el primer malhechor muerto a manos de Teseo en uno de sus trabajos. Apolodoro dice que moraba en Epidauro, era hijo de Hefesto y de una tal Anticlea, y era apodado Corinetes por la maza (korýnes) de bronce que portaba. Peripetes, que tenía las piernas débiles, utilizaba una maza de hierro para matar a los transeúntes.
«Primeramente en la región de Epidauro, [Teseo mató] a Perifetes, que utilizaba como arma una maza y de ello se apodaba Corinetes, por atacarle e impedirle seguir adelante, trabando combate con él lo mató. Y encaprichado de la maza, tomándola, la adoptó como arma y, en adelante, siguió usándola, lo mismo que Heracles la piel del león. A aquel, sin duda, llevándola encima, le servía como señal de a qué fiera tan enorme había vencido, y éste exhibía la maza, vencida por él, pero que con él era invencible».